# オハト・プスタコーチ - ニーレジハーザ線
オハト・プスタコーチ - ニーレジハーザ線（オハト・プスタコーチ - ニーレジハーザせん、ハンガリー語: Ohat-Pusztakócs–Nyíregyháza-vasútvonal）は、ハンガリー国鉄の鉄道線の名称である。路線番号は117。
列車が運行しているのはティサレク - ニーレジハーザ間のみ。ティサレク以西は休止している。

## 運行形態[1]
ティサレク - ゲレグサーラーシュ間に、概ね2時間に1本の運行。ニーレジハーザまで運行するのは一日1往復に限られ、西行に限りフュゼシュボコルを通過する。他の列車は、全列車がゲレグサーラーシュで80号線ニーレジハーザ方面行に接続する。
2020年以前は、上下ともフュゼシュボコルを通過していた。

## 駅一覧
以下では、ハンガリー国鉄117号線の駅と営業キロ、停車列車、接続路線などを一覧表で示す。なお、ティサレク以西は休止中である。
| 路線名 | 駅名                               | 駅間営業キロ | 累計営業キロ  | 累計営業キロ     | S  | 接続路線 | 所在地                         | 所在地                     |
| ------ | ---------------------------------- | ------------ | ------------- | ---------------- | -- | --- | ------------------------------ | -------------------------- |
| 117    | オハト・プスタコーチ駅             | -            | オハトから 0  |                  |    | | ハイドゥー・ビハール県         | バルマズーイヴァーロシュ郡 |
| 117    | ナジマヨル駅                       | 4            | 4             |                  |    | | ハイドゥー・ビハール県         | バルマズーイヴァーロシュ郡 |
| 117    | ティサチェゲ駅                     | 6            | 10            |                  |    | | ハイドゥー・ビハール県         | バルマズーイヴァーロシュ郡 |
| 117    | キシュマルギタ駅                   | 9            | 19            |                  |    | | ハイドゥー・ビハール県         | ポルガール郡               |
| 117    | ウーイセントマルギタ駅             | 2            | 21            |                  |    | | ハイドゥー・ビハール県         | ポルガール郡               |
| 117    | フォヤーシュ駅                     | 7            | 28            |                  |    | | ハイドゥー・ビハール県         | ポルガール郡               |
| 117    | ポルガール駅                       | 7            | 35            |                  |    | | ハイドゥー・ビハール県         | ポルガール郡               |
| 117    | ウーイティコシュ駅                 | 7            | 42            |                  |    | | ハイドゥー・ビハール県         | ポルガール郡               |
| 117    | レイェ駅                           | 8            | 50            |                  |    | | サボルチ・サトマール・ベレグ県 | ティサヴァーシャール郡     |
| 117    | ティサドブ駅                       | 1            | 51            |                  |    | | サボルチ・サトマール・ベレグ県 | ティサヴァーシャール郡     |
| 117    | ティサダダ駅                       | 4            | 55            |                  |    | | サボルチ・サトマール・ベレグ県 | ティサヴァーシャール郡     |
| 117    | ティサレキ・ヴィーズミューヴェク駅 | 5            | 60            |                  |    | | サボルチ・サトマール・ベレグ県 | ティサヴァーシャール郡     |
| 117    | ティサレク駅                       | 5            | オハトから 65 | ティサレクから 0 | ■  | 109号線（デブレツェン方面）                                                                                        | サボルチ・サトマール・ベレグ県 | ティサヴァーシャール郡     |
| 117    | ハイナロシュ駅                     | 3            | 68            | 3                | ○  | | サボルチ・サトマール・ベレグ県 | ティサヴァーシャール郡     |
| 117    | キシュファースターニャ駅           | 4            | 72            | 7                | ■  | | サボルチ・サトマール・ベレグ県 | ティサヴァーシャール郡     |
| 117    | ティサエスラール駅                 | 4            | 76            | 11               | ■  | | サボルチ・サトマール・ベレグ県 | ティサヴァーシャール郡     |
| 117    | バシュハロム駅                     | 2            | 78            | 13               | ■  | | サボルチ・サトマール・ベレグ県 | ティサヴァーシャール郡     |
| 117    | ゲレグサーラーシュ駅               | 5            | 83            | 18               | ■  | 100号線（ブダペスト方面）                                                                                          | サボルチ・サトマール・ベレグ県 | ニーレジハーザ郡           |
| 100    | ニールテレク駅                     | 6            | 89            | 24               | ■  | | サボルチ・サトマール・ベレグ県 | ニーレジハーザ郡           |
| 100    | フュゼシュボコル駅                 | 3            | 92            | 27               | ▼∧ | | サボルチ・サトマール・ベレグ県 | ニーレジハーザ郡           |
| 100    | ニーレジハーザ駅                   | 7            | 99            | 34               | ■  | 100号線（ツェグレード方面、ザーホニ方面） 113号線（マーテーサルカ方面）、116号線（ヴァーシャーロシュナメーニ方面） | サボルチ・サトマール・ベレグ県 | ニーレジハーザ郡           |